# Distància euclidiana
En matemàtiques, la distància euclidiana o mètrica euclidiana és la distància ordinària entre dos punts que es mesuraria amb un regle, i ve donada per la fórmula o teorema de Pitàgores. Utilitzant aquesta fórmula com a distància, l'espai euclidià (o qualsevol espai amb produce interior) esdevé un espai mètric. La norma associada s'anomena la norma euclidiana. La literatura antiga es refereix a aquesta mètrica com la mètrica pitagòrica.

## Definició
La distància euclidiana entre els punts {\displaystyle P\,} i {\displaystyle Q\,} és la longitud del segment de línia {\displaystyle {\overline {PQ}}}. En coordenades cartesianes, si {\displaystyle \,P=(p_{1},p_{2},\dots p_{n})} i {\displaystyle \,Q=(q_{1},q_{2},\dots q_{n})} són dos punts en un espai euclidià de dimensió n, aleshores la distància de {\displaystyle P\,} a {\displaystyle Q\,} ve donada per:

{\displaystyle \mathrm {d} (P,Q)={\sqrt {(p_{1}-q_{1})^{2}+(p_{2}-q_{2})^{2}+\cdots +(p_{n}-q_{n})^{2}}}={\sqrt {\sum _{i=1}^{n}(p_{i}-q_{i})^{2}}}}

La norma euclidiana mesura la distància d'un punt a l'origen de l'espai euclidià, i és igual al mòdul del vector de posició del punt:

{\displaystyle \|{\vec {r_{P}}}\|={\sqrt {p_{1}^{2}+p_{2}^{2}+\cdots +p_{n}^{2}}}={\sqrt {{\vec {r_{P}}}\cdot {\vec {r_{P}}}}}}

on la darrera equació és el producte escalar. La distància entre dos punts ve donada pel mòdul del vector que els uneix:

{\displaystyle \|{\vec {PQ}}\|=\|{\vec {r_{P}}}-{\vec {r_{Q}}}\|={\sqrt {(P-Q)\cdot (P-Q)}}={\sqrt {\|{\vec {r_{P}}}\|^{2}+\|{\vec {r_{Q}}}\|^{2}-2{\vec {r_{P}}}\cdot {\vec {r_{Q}}}}}}

### Casos especials
En una dimensió, la distància entre dos punts a la recta real és el valor absolut de la seva diferència numèrica. Per tant, si x i y són dos punts a la recta real, aleshores la distància entre ells es calcula com:

{\displaystyle {\sqrt {(x-y)^{2}}}=|x-y|}